# P.J. 阿奇高克
P.J. 阿奇高克（英语：P.J. Akeeagok，1985年—）是一位加拿大政治人物，现任努納武特地區行政长官。

## 從政之路
阿奇高克于2021年地区大选中，担任第6届努纳武特地区立法会议员。
其在第6届地区立法会于11月17日举行的任命新一届地区政府组成人选的第一次特别会议中击败现任地区行政长官乔·萨维卡塔克，担任新一任地区行政长官。

## 个人生活
阿奇高克出生于 Grise Fiord。